# Omar Andrés Rodríguez
Omar Andrés Rodríguez Martínez (Bogotá, 4 maart 1981) is een Colombiaans voormalig profvoetballer die als middenvelder speelde.
Rodríguez doorliep de jeugdopleiding van Millonarios waar hij ook in drie periodes in het eerste elftal speelde. Hij speelde onder meer ook voor Academia en Deportivo Pasto. Eind 2014 ging hij in de Indian Super League spelen voor FC Pune City.  Dit bleef bij één optreden waarna nierproblemen bij hem geconstateerd werden.